# فولتا كاتالونيا 1957
فولتا كاتالونيا 1957 (بالإسبانية: Volta a Cataluña 1957)‏ هو سباق دراجات هوائية، وهو الموسم رقم 37 من السباق، وأقيم خلال الفترة 1 سبتمبر 1957، وحتى 8 سبتمبر 1957.
فاز فيه بالمركز الأول  خيسوس لورونيو، وبالمركز الثاني  Salvador Botella ‏، وبالمركز الثالث  René Marigil ‏.

## الفائزون
| الترتيب | الفائز                |
| ------- | --------------------- |
| الفائز  | خيسوس لورونيو         |
| الثاني  | Salvador Botella ‏     |
| الثالث  | René Marigil Domingo ‏ |